# Отпусти
«Отпусти» — песня, записанная российским певцом Стасом Михайловым и украинской певицей Таисией Повалий. Она была написана Стасом Михайловым.
Музыкальное видео на песню было снято в Киеве декабре 2009 года. По задумке режиссера Екатерины Царик, клип стал мини-мюзиклом, выдержанном в стилистике американских 1940-х годов, чтобы подчеркнуть элегантность образов мужчин и женщин; Михайлов и Повалий предстали в образе скандальной пары. В съёмках было задействовано 40 актеров.
Композиция имела большой успех на радиостанциях. В России песня достигла одиннадцатого места в еженедельном чарте, на Украине она была лидером чарта в течение двенадцати недель. По данным TopHit, она получила свыше семисот тысяч ротаций, став восемнадцатой самой популярной песней за 2010 год в СНГ.
Песня была отмечена премиями «Золотой граммофон» и «Шансон года», а также включена в итоговый хит-парад «20 лучших песен» на Первом канале.

## Отзывы
В журнале Maxim включили «Отпусти» в список из пяти лучших песен для исполнения в душе, написав: «Одна из многих встречающихся в дикой природе российского шоу-бизнеса песен, которая, раз показавшись, прилипает всерьез и надолго. Проверено — лучший способ навсегда изгнать из памяти тексты Стаса Михайлова — каждое утро повторять их душе. От частого использования они потрескаются и лопнут, потеряв свои мистические свойства».

## Чарты

### Еженедельные чарты
| Чарт (2010)                 | Высшая позиция |
| --------------------------- | -------------- |
| Россия (TopHit Radio Hits)  | 11             |
| СНГ (TopHit Radio Hits)     | 9              |
| Украина (TopHit Radio Hits) | 1              |

### Ежемесячные чарты
| Чарт (2010)                 | Высшая позиция |
| --------------------------- | -------------- |
| Россия (TopHit Radio Hits)  | 15             |
| СНГ (TopHit Radio Hits)     | 11             |
| Украина (TopHit Radio Hits) | 1              |

### Годовые чарты
| Чарт (2010)                 | Позиция |
| --------------------------- | ------- |
| Россия (TopHit Radio Hits)  | 27      |
| СНГ (TopHit Radio Hits)     | 18      |
| Украина (TopHit Radio Hits) | 3       |